# Kelly Holmes
Dame Kelly Holmes, DBE (* 19. April 1970 in Pembury, Kent) ist eine ehemalige britische Mittelstreckenläuferin und zweifache Olympiasiegerin.

## Biografie
Ihren ersten Erfolg errang Holmes bei den Commonwealth Games 1994 in Victoria, bei denen sie das 1500-Meter-Rennen gewann. Im selben Jahr gewann sie bei den Europameisterschaften in Helsinki über die gleiche Distanz Silber. Bei den Weltmeisterschaften 1995 in Göteborg gewann sie Bronze über 800 Meter. In den Jahren 1996 und 1997 hatte sie Verletzungspech; sie erlitt einen Ermüdungsbruch und einen Achillessehnenriss. Holmes gewann bei den Commonwealth Games 1998 in Kuala Lumpur die Silbermedaille über 1500 Meter.
Bei den Olympischen Spielen 2000 in Sydney wurde sie über 800 Meter Dritte hinter Maria de Lurdes Mutola und Stephanie Graf. 2002 war ebenfalls ein erfolgreiches Jahr: Bei den Europameisterschaften in München wurde sie Dritte über 800 Meter, bei den Commonwealth Games in Manchester gewann sie das 1500-Meter-Rennen. 2003 wurde sie zweimal Zweite; über 800 Meter bei den Weltmeisterschaften in Paris/Saint-Denis und bei den Hallenweltmeisterschaften in Birmingham über 1500 Meter.
Bei den Olympischen Spielen 2004 in Athen konnte sie ihren größten Erfolg feiern, sie gewann dort das 800-Meter-Rennen vor Hasna Benhassi und Jolanda Čeplak. Ihre Trainingspartnerin, die bislang überlegene Maria Mutola, wurde nur Vierte. Die ersten drei waren nur gerade durch fünf Hundertstelsekunden getrennt. Wenige Tage später siegte Holmes erneut und wurde Olympiasiegerin über 1500 Meter. Im gleichen Jahr wurde sie zur BBC Sports Personality of the Year, zum Sportler des Jahres in Großbritannien, gewählt. Nach anhaltenden Verletzungen an der Achillessehne beendete sie Anfang Dezember 2005 ihre Karriere.
Kelly Holmes hatte bei einer Größe von 1,63 m ein Wettkampfgewicht von 55 kg. Neben ihrer Tätigkeit als Athletin war Holmes auch Sporttrainerin in der britischen Armee. Trotz vieler verletzungsbedingter Pausen gilt sie als die erfolgreichste britische Mittelstreckenläuferin aller Zeiten. Am 1. Januar 2005 wurde Kelly Holmes durch Königin Elisabeth II. als Dame Commander of the Order of the British Empire (DBE) geadelt. Am 12. April 2005 war Holmes Taufpatin des damals größten britischen Kreuzfahrtschiffs, der Arcadia. Im gleichen Jahr wurde sie als Weltsportlerin des Jahres ausgezeichnet.
Die University of Greenwich verlieh ihr 2006 die Ehrendoktorwürde. Im selben Jahr nahm sie an der ersten Staffel der Eiskunstlaufshow Dancing on Ice teil.
In einem Interview im Juni 2022 mit dem Sunday Mirror gab Holmes ihr Coming-out bekannt.

## Persönliche Bestleistungen
- 800 m: 1:56,21 min, 9. September 1995, Monaco
- 1000 m: 2:32,55 min, 15. Juni 1997, Leeds
- 1500 m: 3:57,90 min, 28. August 2004, Athen

## Auszeichnungen
- 2004: Europas Sportlerin des Jahres
- 2004: European Athlete of the Year Trophy (EAA)
- 2004: Sportler des Jahres in Großbritannien
- 2005: Laureus World Sports Awards – Weltsportlerin des Jahres